# Taylorismo

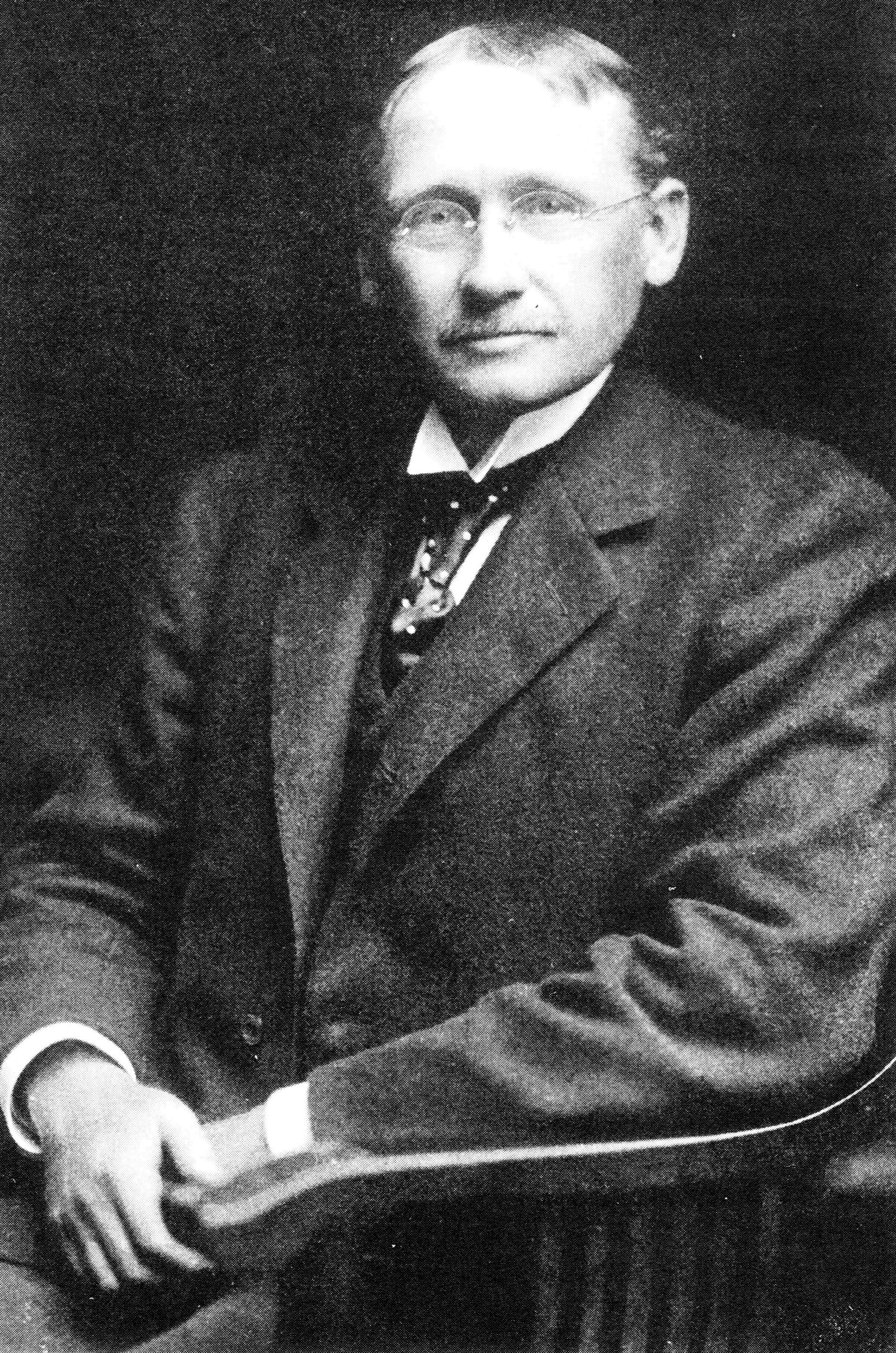
Frederick Taylor

Il taylorismo è una teoria del management formulata da Frederick Taylor nella sua monografia L'organizzazione scientifica del lavoro del 1911.

## Il modello organizzativo
Partendo da una critica alla varietà di procedimenti e mansioni svolti all'interno dell'officina, da una supposizione secondo cui gli operai sfruttavano opportunisticamente la disomogeneità dei processi produttivi per minimizzare lo sforzo lavorativo, egli elaborò il suo metodo di organizzazione scientifica del lavoro: basata sulla razionalizzazione del ciclo produttivo secondo criteri di ottimalità economica, l'organizzazione scientifica fu raggiunta attraverso la scomposizione, la suddivisione o frammentazione in vere e proprie particelle,  dei processi di lavorazione nei singoli movimenti costitutivi a cui venivano assegnati tempi standard di esecuzione. Questo processo consisteva in tre fasi:
1. analizzare le caratteristiche della mansione da svolgere,
2. creare il prototipo del lavoratore adatto a quel tipo di mansione,
3. selezionare il lavoratore ideale, al fine di formarlo e introdurlo nell'azienda.

Nella prima, la direzione d'impresa avrebbe dovuto raccogliere tutte le conoscenze tradizionali che costituivano il patrimonio dei lavoratori, registrandole e schematizzandole secondo leggi e regole matematiche, laddove possibile; nella seconda, egli suggerì una selezione definita scientifica dei lavoratori, che consistesse nell'osservare il loro comportamento, le loro capacità tecniche, le loro attitudini, oltre che il loro rendimento individuale; in terzo luogo, egli propose la ridistribuzione agli operai delle mansioni osservate, rilevate e schematizzate sulla base delle differenze di abilità di questi.
Nella seconda fase Taylor aveva proposto di identificare per ogni mansione da svolgere un lavoratore adatto al raggiungimento degli obiettivi prefissati. Questo avveniva negli anni immediatamente successivi alla rivoluzione industriale, quando il fermento tecnologico era un'immediata conseguenza e c'era il rischio di non riuscire ad organizzare nella maniera adeguata il processo produttivo delle nuove industrie.
La prima introduzione su vasta scala dei metodi tayloristici fu attuata da Henry Ford, che nel 1913 realizzò la catena di montaggio per avviare la produzione del modello T, l'automobile destinata a conquistare il mercato con i suoi prezzi particolarmente competitivi.

## L'organizzazione tecnico-scientifica del lavoro
Taylor ideò alcune tecniche per migliorare e velocizzare il sistema produttivo:
- One best way[2] (un metodo migliore di tutti gli altri): sequenza di movimenti attuata dagli operai per arrivare al massimo rendimento col minimo sforzo;
- Selezione scientifica della manodopera: ricerca dell'operaio giusto al posto giusto, al fine di ottenere il massimo rendimento;
- Scomposizione dei cicli produttivi: l'estrema divisione del lavoro riduce le competenze dei lavoratori e questo permette di controllare maggiormente il ciclo di lavoro;
- Tempi di lavoro: con il cronometro venivano misurati i tempi di lavoro con lo scopo di eliminare perdite di tempo;
- L'allenatore: gli operai dovevano seguire l'esempio del lavoratore che lavorava meglio, producendo nel minor tempo possibile;
- Pianificazione anticipata delle mansioni: venivano radunate le conoscenze operaie e convogliate alla direzione che, a sua volta, le trasformava in ordini scritti. Il monopolio della conoscenza permetteva alla direzione di controllare anticipatamente le fasi del ciclo produttivo e renderlo così indipendente dal lavoratore. Per il singolo lavoratore non era prevista discrezionalità all'interno della pianificazione stabilita in precedenza.

## Le origini
La prima rivoluzione industriale, nel XIX secolo, provocò in Inghilterra un profondo mutamento delle condizioni economiche e sociali. Questo si ripercosse anche in America che era rimasta in una situazione di arretratezza riguardo all'organizzazione produttiva. I progressi tecnologici di quel periodo resero possibile la costruzione di macchinari più veloci e potenti (per quanto ancora lenti ed imperfetti) che permisero la produzione di massa. I prodotti e i processi produttivi vennero conseguentemente standardizzati.
I nuovi macchinari che si cominciarono a trovare nelle fabbriche non erano più adatti a vari tipi di lavorazioni ma erano sempre più specializzati, fino a diventare monovalenti. Questa evoluzione dei macchinari ha determinato la sostituzione degli operai di mestiere con gli operai dequalificati che erano per lo più manodopera poco scolarizzata e che aveva come unico interesse il soddisfacimento dei bisogni di sussistenza. Questi fattori, insieme alla crescita delle dimensioni delle fabbriche, portavano con sé problemi di controllo sociale e di organizzazione del lavoro.

## Nascita delle prime fabbriche
Tra il cinquecento e il seicento, in alcune regioni europee, si era sviluppato un sistema manifatturiero, anche se sul finire del settecento la lavorazione dei prodotti era ancora prettamente di tipo artigianale. Grandi manifatture di tipo capitalistico esistevano nell'Inghilterra e in alcuni Paesi europei nel XVI secolo, in cui riuscirono a svilupparsi grazie ad alcuni fattori come: l'aumento della popolazione, con conseguente crescita della domanda e dei consumi, lo sviluppo del commercio estero, la facilità di rifornimento delle fonti naturali di energia e l'elevato numero di manodopera a bassissimo costo. Ciò portò alla nascita di imprese capitalistiche e di infrastrutture organizzative che favorirono le basi per un'economia industriale.
Un ulteriore input a tutto ciò fu l'introduzione della macchina a vapore, che portò ad un impetuoso aumento e trasformazione dell'economia inglese per prima e in seguito nel mondo. La forza dell'operaio in queste fabbriche era sfruttata molto più di quanto venisse pagata.
In seguito, con la seconda rivoluzione industriale l'utilizzo di idrocarburi portò ad un rapido sviluppo tecnologico. Negli stessi anni, in America si organizzarono nuove tecniche di organizzazione del lavoro industriale con l'introduzione di un nuovo modo di produrre ideato da Taylor.

## Dal taylorismo al fordismo
L'applicazione pratica del ritmo e dell'organizzazione scientifica del lavoro di Taylor, si ha con l'imprenditore automobilistico Henry Ford (negli anni '10) nella tecnologia meccanica della catena di montaggio all'interno della grande fabbrica, che diverrà elemento fondamentale della moderna industria manifatturiera. Con questo nastro trasportatore si ha un'ulteriore parcellizzazione dell'attività lavorativa e la sua conseguente semplificazione. Ford dà il via ad un sistema industriale che dagli U.S.A. si diffonderà poi in tutto il mondo che permetterà di produrre su larga scala una serie di prodotti standardizzati (produzione di massa).
Rispetto al taylorismo, il fordismo prende atto che i livelli di produttività aumentano attraverso incentivi materiali e l'incremento dei salari dei lavoratori, non solo con il controllo diretto del caporeparto. In questo modo i lavoratori diventano anche consumatori degli stessi prodotti. Si può dire quindi che la differenza sostanziale tra taylorismo e fordismo stia nel fatto che quest'ultimo, che fa leva sulla tecnologia del tempo nel modificare le operazioni di montaggio, risulta essere più concreto ed applicabile rispetto a quello che sembrava essere soltanto un metodo scientifico.

## Dal taylorismo al taylorismo digitale
L’introduzione delle tecnologie digitali nel ciclo produttivo e nella “linea” ha progressivamente ampliato le potenzialità della scomposizione e riorganizzazione della produzione tradizionalmente prodotta dalla organizzazione scientifica del lavoro portando ad una versione “digitale” del processo di “parcellizzazione, cooperazione e controllo”. Tale processo di “contaminazione” tra digitale e taylorismo ha portato, secondo Sergio Bellucci, a quello che lui definì taylorismo digitale (E-Work, 2005).
L’impatto del digitale ha esploso le caratteristiche di scomposizione, organizzazione dei flussi e di controllo, tipiche dell'organizzazione scientifica del lavoro, consentendo l’aumento esponenziale dei processi di delocalizzazione e di flessibilizzazione del lavoro. Le forme del processo di alienazione e dell'assoggettamento ai ritmi produttivi diviene "smaterializzato" e incluso nel software (o algoritmo) trasformando la relazione tra individuo e prestazione lavorativa.